# Équitation aux Jeux olympiques d'été de 1956
Navigation
Helsinki 1952 Rome 1960
Alors que les Jeux olympiques d'été de 1956 doivent se dérouler à Melbourne (Australie) en novembre et décembre 1956, les épreuves d'équitation sont annulées en raison d'une loi australienne imposant une longue quarantaine pour l'entrée d'animaux sur le territoire national. Les compétitions se déroulent par conséquent à Stockholm du 10 au 17 juin 1956 dans le cadre de Jeux équestres décalés du reste des compétitions olympiques.
Ces épreuves d'équitation incluaient le concours complet, le saut d'obstacles et le dressage, chacune étant disputée à titre individuel et par équipe.

## Organisation

### Jeux équestres séparés

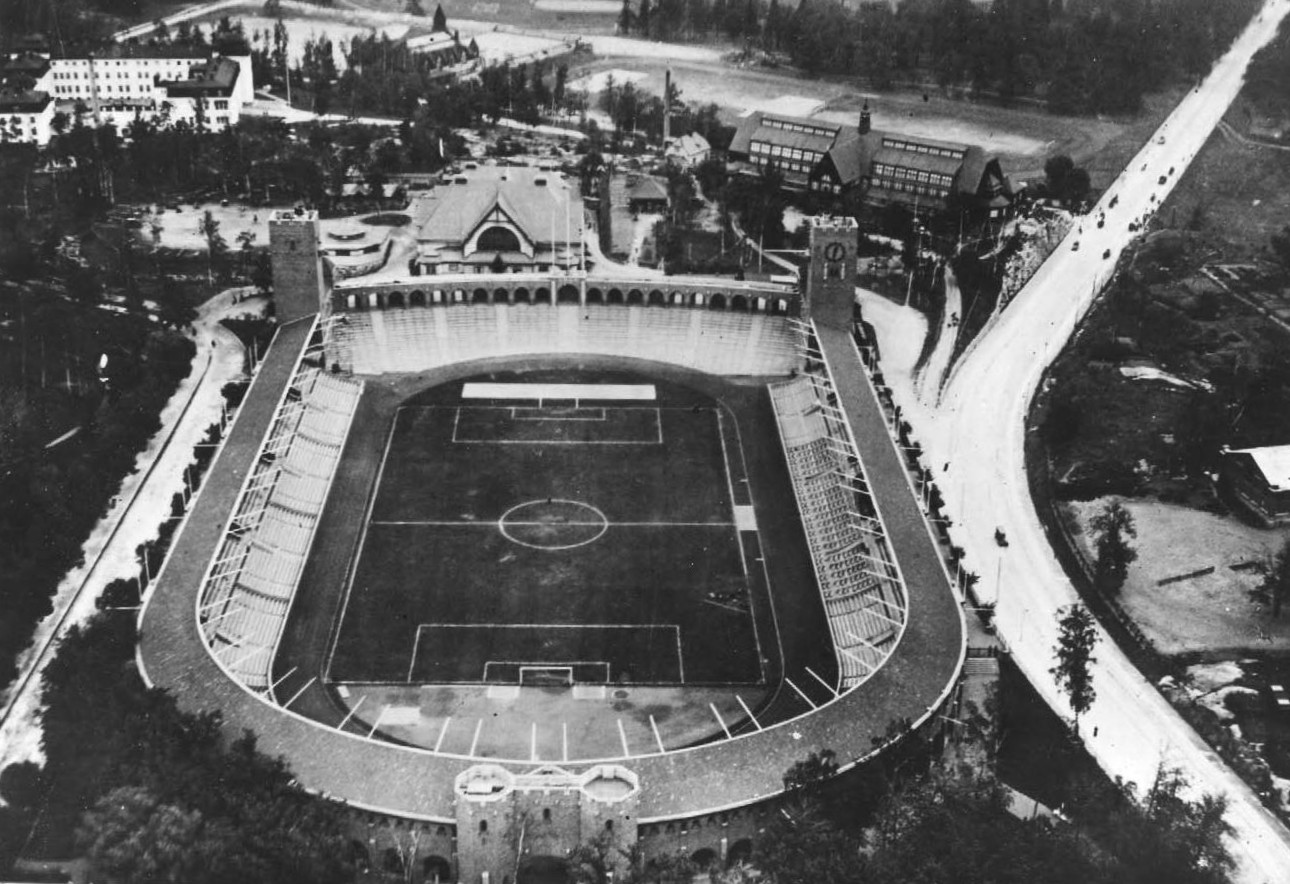
Le stade olympique de Stockholm, ici en 1919.

En mai 1954, le comité international olympique (CIO), réuni en congrès à Athènes, décide de confier l'organisation des « Jeux équestres du XVIe Olympiade » à la ville de Stockholm. Les lois australiennes en vigueur pour les jeux olympiques de 1956 à Melbourne rendent impossible l'entrée des chevaux sans une longue quarantaine de six mois,. Dès lors, un comité d'organisation regroupant des représentants du comité olympique suédois et de la fédération équestre suédoise est mis en place. Il est officiellement formé le 19 juin 1954 et placé sous la présidence du prince Bertil de Suède.
Conformément à la volonté des autorités du pays et de la capitale suédoise, cette compétition sportive devait être autonome financièrement. Seule une garantie, utilisable en cas de déficit, est accordée pour un montant total de 200 000 couronnes suédoises (150 000 de la part de l’État et 50 000 de la ville). La fédération équestre suédoise organise donc une loterie d'avril à juin 1955, 200 000 tickets sont vendus, ce qui rapporte 183 546 couronnes.

### Cérémonies
La cérémonie d'ouverture des jeux équestres olympiques se déroule dans le stade olympique de Stockholm construit pour les jeux de 1912. Elle est présidée par le roi de Suède Gustave VI et la reine Louise Mountbatten. Tous les athlètes montent à cheval pendant le défilé. Hans Wikne est choisi pour allumer la flamme olympique tandis que Henri Saint Cyr et Gustaf Adolf Boltenstern, Jr. prononcent le serment olympique. Neuf jours plut tôt, la torche avait été allumée à Olympie et relayée par plus de 160 cavaliers à cheval à travers le Danemark et en Suède.
Lors de la cérémonie de clôture, conformément aux règles du comité international olympique, les porte-drapeau font leur entrée dans le stade et se ressemblent en son centre. Les drapeaux nationaux de la Grèce (pays d'origine des jeux), la Suède (organisatrice des jeux équestres) et l'Australie (organisateur du reste des jeux) et leurs hymnes nationaux sont joués par un orchestre.

### Installations
Pendant la durée des jeux, les chevaux sont logés dans les écuries de la garde à cheval suédoise, à proximité immédiate du stade olympique où se déroulent les épreuves. Le 13 juin un incendie se déclare dans le manège attenant aux écuries, tous les chevaux sont alors évacués durant quelques heures. Les cavaliers ne disposent alors pour leur entrainement que du champ situé a proximité, où des obstacles et espaces de dressage sont en permanence disponibles.

### Calendrier
| Saut d'obstacles |            |            |   |  |  |  |  |  |  |   |
| Dressage         |            |            |   |  |  |  |  |  |  |   |
| Concours complet |            |            |   |  |  |  |  |  |  |   |
| Cérémonies       | Cérémonies | Cérémonies | O |  |  |  |  |  |  | C |

|  | Jour de compétition |  | Cérémonies (ouverture et clôture) |

### Participants
L'Australie, le Cambodge et le Venezuela envoient des cavaliers et des chevaux pour la première fois. En tout, vingt-neuf pays prennent part à ces jeux équestres dans la capitale suédoise :
- Allemagne (9)
- Argentine (7)
- Australie (4)
- Autriche (5)
- Belgique (3)
- Brésil (3)
- Bulgarie (4)
- Cambodge (2)
- Canada (4)
- Danemark (6)
- Égypte (3)
- Espagne (6)
- États-Unis (8)
- Finlande (7)
- France (8)
- Hongrie (3)
- Irlande (6)
- Italie (6)
- Japon (2)
- Norvège (4)
- Pays-Bas (1)
- Portugal (7)
- Roumanie (6)
- Royaume-Uni (8)
- Suisse (9)
- Suède (9)
- Turquie (6)
- Union soviétique (9)
- Venezuela (3)

### Épreuves
Six titres issus de trois disciplines sont disputés à l'occasion de ces Jeux olympiques d'été de 1956.
| Discipline       | Individuel | Par équipe | Total |
| ---------------- | ---------- | ---------- | ----- |
| Dressage         | 1          | 1          | 2     |
| Saut d'obstacles | 1          | 1          | 2     |
| Concours complet | 1          | 1          | 2     |
| Total            | 3          | 3          | 6     |

## Résultats

### Dressage
Le concours de dressage olympique est jugé par cinq juges nommés par la fédération internationale, ils donnent une note pour chaque mouvement faisant partie du programme. La compétition dure deux jours. Le vendredi 22 juin, le soleil est au rendez-vous pour le premier groupe de cavaliers, mais les quatorze du groupe du samedi n'ont pas cette chance, le mauvais temps est apparu la capitale suédoise.
C'est le champion olympique en titre, le suédois Henri Saint Cyr qui parvient à conserver son titre en individuel et à emmener l'équipe de son pays sur la première marche du podium par équipes.
| Médaille                            | Nom                 | Pays      | Cheval  | Points |
| ----------------------------------- | ------------------- | --------- | ------- | ------ |
| Médaille d'or, Jeux olympiques      | Henri Saint Cyr     | Suède     | Juli    | 860    |
| Médaille d'argent, Jeux olympiques  | Lis Hartel          | Danemark  | Jubilee | 850    |
| Médaille de bronze, Jeux olympiques | Liselott Linsenhoff | Allemagne | Adular  | 832    |

| Médaille                            | Pays      | Noms                                                          | Points cumulés |
| ----------------------------------- | --------- | ------------------------------------------------------------- | -------------- |
| Médaille d'or, Jeux olympiques      | Suède     | Henri Saint Cyr Gehnäll Persson Gustaf Adolf Boltenstern, Jr. | 2 475          |
| Médaille d'argent, Jeux olympiques  | Allemagne | Liselott Linsenhoff Hannelore Weygand Anneliese Küppers       | 2 346          |
| Médaille de bronze, Jeux olympiques | Suisse    | Gottfried Trachsel Henri Chammartin Gustav Fischer            | 2 346          |

### Concours complet

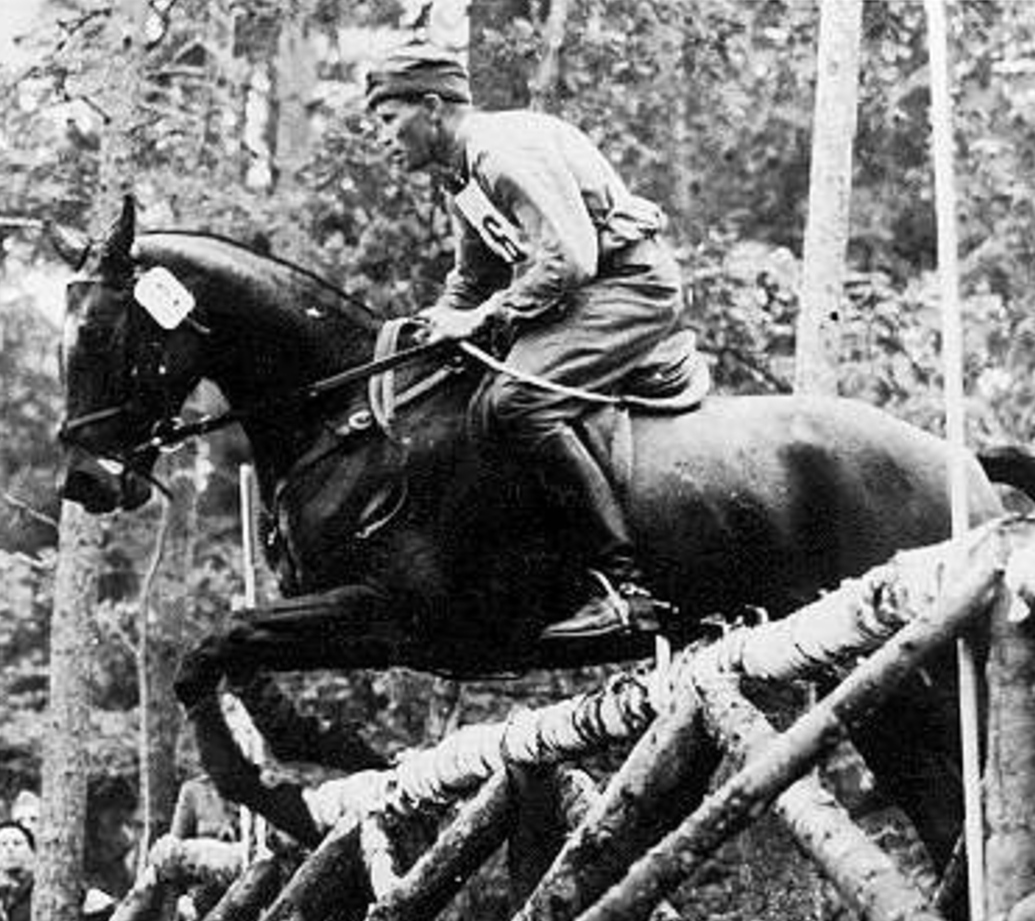
Le cavalier suédois Petrus Kastenman sur Iluster en train de franchir un des obstacles du cross. Il remporte la médaille d'or individuelle du concours.

Au départ 57 cavaliers sont engagés en concours complet, les 30 premiers passent le test de dressage le 11 juin et les 27 restants le lendemain. Ils sont notés par cinq juges : un Italien, un Allemand, un Norvégien, un Suisse et un Finlandais.
La partie endurance se déroule le 13 juin, elle consiste une course en cinq parties sur une longueur totale de 34,85 km :
- partie A : un routier sur 7 200 m ;
- partie B : un steeple-chase de 3 600 m avec 12 obstacles ;
- partie C : un second routier de 14 km ;
- partie D : un cross de 33 obstacles ;
- partie E : une course de plat de 2 000 m.

Un des obstacles du cross était particulièrement difficile, large de 2,50 m et haut de 1 m, il a causé 28 refus, 12 chutes et même le décès d'un cheval. Globalement le concours complet a été très critiqué lors de cette édition des Jeux à la suite des nombreux accidents qui sont survenus. Ceux-ci s'expliquent par la qualité du terrain mis à mal par les conditions météorologiques mais également par le manque de préparation des chevaux et des cavaliers à ce niveau de compétition.
Plus de 40 000 spectateurs sont venus assister à l'épreuve sur le terrain de Fäboda. Enfin, le saut d’obstacles clôt le concours complet, le 14 juin, les cavaliers doivent terminer par un parcours de 12 obstacles. 
| Médaille                            | Nom                   | Pays        | Cheval         | Points |
| ----------------------------------- | --------------------- | ----------- | -------------- | ------ |
| Médaille d'or, Jeux olympiques      | Petrus Kastenman      | Suède       | Iluster        | 66,53  |
| Médaille d'argent, Jeux olympiques  | August Lütke-Westhues | Allemagne   | Trux von Kamax | 84,87  |
| Médaille de bronze, Jeux olympiques | Francis Weldon        | Royaume-Uni | Kilbarry       | 85,48  |

| Médaille                            | Pays        | Noms                                          | Points cumulés |
| ----------------------------------- | ----------- | --------------------------------------------- | -------------- |
| Médaille d'or, Jeux olympiques      | Royaume-Uni | Francis Weldon Arthur Rook Bertie Hill        | 355,48         |
| Médaille d'argent, Jeux olympiques  | Allemagne   | August Lütke-Westhues Otto Rothe Klaus Wagner | 475,91         |
| Médaille de bronze, Jeux olympiques | Canada      | John Rumble Jim Elder Brian Herbinson         | 572,72         |

### Saut d'obstacles

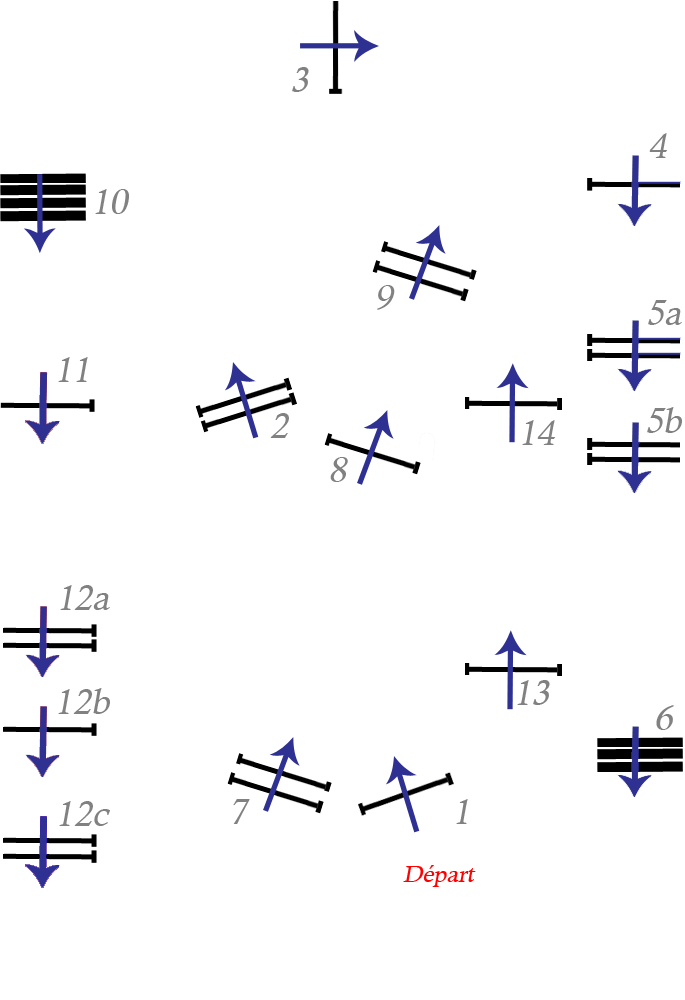
Parcours de l'épreuve de saut d'obstacles de 1956.

Les cavaliers doivent effectuer le parcours de quatorze obstacles deux fois dans la même journée, les points sont cumulés pour le classement final. Le tracé est dessiné par le suédois Greger Lewenhaupt, un capitaine de cavalerie. Le titre par équipe revient à l'Allemagne et son cavalier Hans Günter Winkler remporte la médaille d'or en individuel. Ce dernier ayant fait un sans faute au second tour et seulement une au premier.
| Médaille                            | Nom                 | Pays      | Cheval  | Points |
| ----------------------------------- | ------------------- | --------- | ------- | ------ |
| Médaille d'or, Jeux olympiques      | Hans Günter Winkler | Allemagne | Halla   | 4      |
| Médaille d'argent, Jeux olympiques  | Raimondo D'Inzeo    | Italie    | Merano  | 8      |
| Médaille de bronze, Jeux olympiques | Piero D'Inzeo       | Italie    | Uruguay | 11     |

| Médaille                            | Pays        | Noms                                                       | Points cumulés |
| ----------------------------------- | ----------- | ---------------------------------------------------------- | -------------- |
| Médaille d'or, Jeux olympiques      | Allemagne   | Hans Günter Winkler Fritz Thiedemann August Lütke-Westhues | 40             |
| Médaille d'argent, Jeux olympiques  | Italie      | Raimondo D'Inzeo Piero D'Inzeo Salvatore Oppes             | 66             |
| Médaille de bronze, Jeux olympiques | Royaume-Uni | Wilfred White Pat Smythe Peter Robeson                     | 69             |

## Bilan
|   | Nation      | Or | Argent | Bronze | Total |
| - | ----------- | -- | ------ | ------ | ----- |
| 1 | Suède       | 3  | 0      | 0      | 3     |
| 2 | Allemagne   | 2  | 3      | 1      | 6     |
| 3 | Royaume-Uni | 1  | 0      | 2      | 3     |
| 4 | Italie      | 0  | 2      | 1      | 3     |
| 5 | Danemark    | 0  | 1      | 0      | 1     |
| 6 | Suisse      | 0  | 0      | 1      | 1     |
| 6 | Canada      | 0  | 0      | 1      | 1     |